# Хју Вилер
Хју Вилер (енгл. Hugh Wheeler, 1789- 27. јуна 1857), генерал у служби Британске источноиндијске компаније. Запамћен у историји као заповедник одбране Канпура током Индијског устанка 1857, где је и погинуо.

## Биографија

### Војна служба
Сер Хју Мејси Вилер провео је педесет четири године у Индији, као официр Бенгалске армије. Као заповедник сепоја истакао се у Маратским ратовима (1817-1818), у Првом англо-авганистанском рату (1839-1842) и у ратовима против Сика (1845-1849). Уочи побуне 1857, био је заповедник дивизије у Канпуру.

### Смрт
Генерал Вилер убијен је са већином својих људи током покоља у Кампуру, на обали Ганга, 27. јуна 1857. По сведочењу госпође Летс, једне од само седморо преживелих бранилаца Канпура, генерал Вилер убијен је међу првима, посечен сабљом док је излазио из носиљке на пристаништу, пре него што је почела пуцњава и општи напад на чамце са евакуисаним Британцима.

## У књижевности
Генерал Вилер је приказан као херој у роману Флешмен у Великој игри (1975) Џорџа Макдоналда Фрејзера.